# Melody of Oblivion
The Melody of Oblivion (яп. 忘却の旋律 бо:кяку но сэнрицу, «Мелодия забвения») — 6-томная манга, нарисованная Синдзи Катакура, и снятый по ней аниме-сериал студии J.C.Staff при участии Gainax. Сериал состоит из 24 серий. Премьерный показ состоялся в Японии с 6 апреля по 21 сентября 2004 года.

## Сюжет
В XX веке состоялась война между людьми и монстрами, в которой победили последние. Но война и само существование монстров практически забыты людьми и не воспринимаются ими всерьёз.
Простой школьник Бокка узнаёт, что монстры всё-таки существуют, и собирается присоединиться к воинам Мелоса, чтобы сражаться с ними.

## Персонажи
Бокка Серенаде (яп. ボッカ・セレナーデ Бокка Сэрэна:дэ) — главный герой, бросивший школу, чтобы стать один из воинов Мелоса. Способен видеть Мелодию. Однажды он встретил девушку-воровку Саёко, которая попросила еды в обмен на предсказание. Именно тогда он узнаёт про воинов Мелоса и про Курофунэ, который жил вместе с дедом-автомехаником, знакомым Бокки. Встречая монстра, Бокка понимает, что школьная жизнь не для него, а война против них его привлекает. Так он начал путешествовать вместе с Саёко в поисках Курофунэ, попутно сражаясь с монстрами. По развитию сюжета привязывается к Саёко, а затем влюбляется в девушку.
Сэйю: Хоко Кувасима
Саёко Цукиномори (яп. 月之森小夜子 Цукиномори Саёко) — девушка, путешествующая вместе с Боккой в поисках своего любимого. Должна была быть принесена в жертву монстрам, но была спасена Курофунэ, в которого и влюбилась. Сбежала из семьи, где её оставили, чтобы его разыскать. На руках Саёко остались цепи, в которые её заковали для жертвоприношения, и благодаря им она может чувствовать, где находится Курофунэ. Со временем начинает признавать в Бокке воина Мелоса, а затем влюбляется в него. В конце манги выходит за него замуж.
Сэйю: Масуми Асано
Курофунэ Баллад (яп. 黒船・バラード Курофунэ Бара:до) — первый воин Мелоса, встреченный главными героями. Становится примером для подражания Бокки. В отличие от большинства воинов в бою использует не лук, а арбалет.
Сэйю: Мицуру Миямото

## Список серий
| 1 | Воин Мелоса (メロスの戦士)                                                 | 6 апреля 2004  |
| Бокке Серенаде совсем не нравится учиться в школе. он мечтать стать одним из воинов. о которых ему рассказывает Цунаги.                                    |                                                                            |                |
| 2 | Начало длинных каникул (長い放課後のはじまり)                              | 13 апреля 2004 |
| Бокка становится воином Мелоса и получает от Цунаги Айбар.                                                                                                 |                                                                            |                |
| 3 | Мыс Белой Ночи (白夜岬)                                                    | 20 апреля 2004 |
| 4 | Союз монстров (モンスターユニオン)                                         | 27 апреля 2004 |
| 5 | Голос, зовущий тебя (君に届く声)                                           | 4 мая 2004     |
| 6 | Долина в виде пирамиды (鼠講谷)                                            | 11 мая 2004    |
| 7 | (鳴弦)                                                                     |                |
| 8 | (すでに択ばれた遠い道)                                                     |                |
| 9 | (猿人湾)                                                                   |                |
| 10 | Серия Единорогов (ユニコーンシリーズ)                                      |                |
| 11 | Песня, о которой ты ещё не знаешь (君がまだ知らない歌)                     |                |
| 12 | Остров-лабиринт (迷宮島)                                                   |                |
| Бокка и Саёко находят Айбар Курофумэ - "Солнечного ягуара". Им удаётся узнать, что Курофумэ находится на странном острове, куда они и направляются за ним. |                                                                            |                |
| 13 | Курофумэ (黒船)                                                            |                |
| 14 | Вход, называемый выходом (出口という名の入り口)                            |                |
| 15 | Река фортуны (幸運河)                                                      |                |
| 16 | Саёко (小夜子)                                                             |                |
| 17 | Обладать крыльями, даже не являясь ангелом (天使でなくても持つ翼)          |                |
| 18 | (東京駅)                                                                   |                |
| 19 | Война XX века (二十世紀戦争)                                               |                |
| 20 | Солнце, зовущее тебя (太陽が君を呼んでいる)                                |                |
| 21 | Зона вне поражения (圏外圏)                                                |                |
| 22 | (ミトラノーム)                                                             |                |
| 23 | (世界を貫く矢のように)                                                     |                |
| 24 | И наконец, рассвет для отправляющихся в путешествие (それでも旅立つ君の朝) |                |
| Бокка возвращается на Землю и встречается с королём монстров. Король монстров раскрывает секрет мелодии забвения.                                          |                                                                            |                |